# Meltas
Meltas (starořecky Μέλτας, latinsky Meltas) byl král (tyran) Argu, který vládl na rozhraní šestého a pátého století před kr. (možná mytický)
Melt byl synem a nástupcem argejského krále Leókéda. Starověký historik Herodotos uvádí, že jeho otec byl jedním z nápadníků Agaristy, dcery sikyónskeho vládce Kleisthena. O vládě argejského krále Melta antické záznamy mlčí, pouze Pausanias zaznamenal, že Meltas, desátý panovník Sikyónu od vlády jeho prapředka Medóna byl zbaven trůnu svým lidem.